# Gérard Vandenbroucke
Gérard Vandenbroucke (ur. 1948, zm. 15 lutego 2019) – francuski polityk, wieloletni mer Saint-Just-le-Martel.
Był wieloletnim merem miejscowości Saint-Just-le-Martel w regionie Nowa Akwitania, gdzie zainicjował w 1982 powstanie festiwalu karykatury i rysunku prasowego Salon de la Caricature du Dessin de Presse et d’Humour de Saint-Just-le-Martel, którego był również wieloletnim organizatorem. Festiwal zainicjowany przez niego należy do największych imprez tego typu na świecie.